# Artem Ivanovich Mikoyan
Artem Ivanovich Mikoyan (tiếng Armenia: Արտյոմ Հովհաննեսի Միկոյան hoặc Անուշավան Հովհաննեսի Միկոյան; tiếng Nga: Артё́м Ива́нович Микоя́н) (5 tháng 8-1905 - 9 tháng 12-1970), ông là một nhà thiết kế máy bay của Liên bang Xô viết. Ông cùng với Mikhail Iosifovich Gurevich đã thiết kế ra những mẫu máy bay quân sự MiG nổi tiếng.
Ông sinh ra ở Sanahin, trước kia thuộc Gruzia, nay là Armenia. Sinh ra trong gia đình của một người thợ mộc, Mikoyan có lẽ đã đi theo nghề của cha, nếu như không có cái chết bất ngờ của người cha khi ông mới có 13 tuổi. Mikoyan đã phải lang thang tới Tbilisi để kiếm sống và có cơ hội học tập. Năm 18 tuổi, Mikoyan tới thành phố Rostov, xin vào học tại một trường dạy nghề của nhà máy "Aksai đỏ". Tháng 11-1925, Mikoyan tới Moskva làm thợ tiện tại nhà máy Dinamo và bắt đầu đảm trách các công tác đảng. Cuối năm 1928, Mikoyan gia nhập Hồng quân.
Đầu những năm 30 của thế kỷ trước, Liên Xô đẩy mạnh chính sách hiện đại hóa ngành sản xuất máy bay. Đó là lý do khiến ngành này rất cần những chuyên gia có kiến thức. Chính vào thời điểm này, số phận của Mikoyan lại chuyển sang một bước ngoặt quan trọng, khi ông có mặt trong số những đảng viên trẻ ưu tú được cử vào học tại Học viện Không quân Zukovski, trước khi tốt nghiệp vào tháng 10-1937 với bằng kỹ sư cơ khí của không quân.
Mikoyan đã làm quen với công việc thiết kế ngay từ hồi còn ở Học viện - ông cùng một nhóm bạn cùng lớp đã thiết kế thành công một kiểu mẫu máy bay đầu tiên của riêng mình. Theo giới thiệu của hội đồng thi quốc gia, Mikoyan được cử tới công tác và học tập thêm tại Nhà máy Chế tạo máy bay số 1. Ông làm việc với Polikarpov cho đến khi một phòng thiết kế máy bay mới được thành lập ở Mát-cơ-va vào tháng 12-1939. Cùng với Gurevich, Mikoyan đã thành lập nên phòng thiết kế Mikoyan-Gurevich, nơi đã thiết kế chế tạo nhiều loại máy bay cho Hồng quân Liên Xô. Vào tháng 3-1942, phòng được đổi thành các đơn vị: OKB MiG (Osoboye Konstruktorskoye Büro), ANPK MiG (Aviatsionnyy nauchno-proizvodstvennyy kompleks) và OKO MiG. Và Mikoyan được bổ nhiệm làm Giám đốc và kỹ sư trưởng của Nhà máy Thử nghiệm không quân số 155.
Năm 1939 phòng thiết kế Mikoyan-Gurevich đang tập trung chế tạo và sản xuất loại máy bay tiêm kích tốc độ cao I-200 (còn có tên là MiG-1). Với tài năng và sự lao động quên mình, nhóm thiết kế do Mikoyan đứng đầu đã hoàn thành việc chế tạo chiếc MiG-1 trong thời gian kỷ lục là 4 tháng. Sau khi loại máy bay này được sản xuất hàng loạt và trang bị cho không quân vào cuối tháng 10-1940. Ngay trước chiến tranh, loại MiG-1 đã được sửa đổi và cải tiến thêm để trở thành máy bay MiG-3. Trong thời gian chiến tranh giữ nước vĩ đại, loại máy bay này được sản xuất hàng loạt và tham gia chiến đấu ngay từ những ngày đầu tiên. Tính ra, đã có tất cả 100 chiếc MiG-1 và 3.172 chiếc MiG-3 được chế tạo để phục vụ chiến đấu. Trong giai đoạn 1941-1945, nhóm kỹ sư thiết kế dưới sự lãnh đạo của Mikoyan và Gurevich đã thiết kế tổng cộng 15 loại máy bay khác nhau như MiG-1, MiG-3, MiG-7, DIS-200, MiG-9M-82, I-211, MiG-3U, I-231, I-220, I-222, I-224, I-225, I-250 và MiG-8. Loại máy bay tiêm kích phản lực MiG-9 (còn gọi là I-300), trong những chuyến bay thử nghiệm đầu tiên cho thấy, loại máy bay này có các tham số bay vượt trội đáng kể so với những loại tiêm kích thông dụng hồi đó. Tốc độ bay tối đa của nó có thể lên tới 911 km/giờ.

## Những thiết kế huyền thoại
Phải đến loại tiêm kích MiG-15 dạng cánh cụp mới bắt đầu mang lại cho Mikoyan sự nổi tiếng trên toàn thế giới. MiG-15 đã được mệnh danh là "máy bay-chiến sĩ" nhờ tính đơn giản về cấu trúc, công nghệ, khả năng chiến đấu, sự tin cậy khi vận hành cùng với một loạt các tham số bay kỹ thuật và chiến đấu khác. Theo nhiều chỉ số, MiG-15 và MiG-15bis đã vượt trên tất cả những máy bay tiêm kích thời đó và mở ra một thời đại mới của những chiếc máy bay đạt tới ngưỡng vận tốc âm thanh. MiG-15 và các phiên bản cải tiến của nó đã được sản xuất hàng loạt tại 9 nhà máy không quân trong giai đoạn từ năm 1949 đến 1959 với tổng cộng hơn 13.000 chiếc. Ngoài ra, loại máy bay này còn được triển khai sản xuất hàng loạt tại Ba Lan và Tiệp Khắc. MiG-15 đã chứng minh được ưu thế vượt trội của mình trước các máy bay của Mỹ, điển hình là loại F-86 Sabre trong cuộc chiến tranh Triều Tiên và được coi là loại máy bay tiêm kích tốt nhất hồi đầu những năm 50.
Loại máy bay MiG-17 (loại tiêm kích đầu tiên được trang bị cho Không quân Nhân dân Việt Nam) được sản xuất từ năm 1949 được coi là bước phát triển tiếp theo từ loại MiG-15bis. Trong giai đoạn 1952-1955, đã có hơn 8.000 máy bay MiG-17 các phiên bản được Liên Xô sản xuất tại 8 nhà máy khác nhau, trong đó có cả ở Ba Lan, Tiệp Khắc và Trung Quốc. Kỷ nguyên chế tạo máy bay siêu âm của Liên Xô được Mikoyan bắt đầu với loại tiêm kích MiG-19. Đây cũng là loại máy bay tiêm kích siêu âm đầu tiên được sản xuất hàng loạt với tổng cộng 1.890 chiếc trong giai đoạn 1955-1959. Tên tuổi nhà kiến trúc sư hàng không tài ba của Xôviết đã trở nên nổi tiếng trên khắp thế giới. Như tạp chí phương Tây "Flight Review" số 5 năm 1964 đánh giá: "MiG-19 đã khẳng định uy tín của Mikoyan như là một kiến trúc sư hàng không, đã chế tạo được loại máy bay tiêm kích đơn giản với những tính năng bay chất lượng cao chỉ trong một thời gian kỷ lục chưa từng có tại phương Tây".
Nhưng chính loại siêu tiêm kích MiG-21 mới đánh dấu một bước tiến dài của Mikoyan. Mức độ kỹ thuật và công nghệ cao của MiG-21 đã đưa loại máy bay này vào hàng ngũ những loại tiêm kích hàng đầu trên thế giới. MiG-21 đã xác lập được tổng cộng 17 kỷ lục về tính năng bay trên thế giới. 16 phiên bản của loại máy bay này đã được sản xuất hàng loạt trong suốt 30 năm và có mặt trong thành phần trang bị của lực lượng không quân tại hơn 49 nước trên khắp thế giới. MiG-21 cho tới giờ vẫn tỏ ra hoàn thiện hơn các loại máy bay tương tự của Mỹ như F-15 Eagle và F-16 C/D Fighting Falcon.
Đến cuối năm 1956, Artem Mikoyan được bổ nhiệm vào cương vị tổng công trình sư. Tháng 4-1959, ông được phong hàm tiến sĩ khoa học và đến tháng 11-1968 trở thành viện sĩ khoa học. Ông còn được bầu làm thành viên Xô viết tối cao trong giai đoạn 1950-1970. Những loại máy bay cuối cùng được chế tạo dưới sự lãnh đạo của Mikoyan là MiG-23 và MiG-25. Trong đó MiG-23 là loại máy bay tiêm kích phản lực thế hệ 3 đầu tiên được sản xuất hàng loạt. Còn loại MiG-25 là một trong những dự án thiết kế ấn tượng nhất cho tới thời điểm hiện nay. Nó có thể bay với vận tốc gấp 3 lần âm thanh, vượt trên tất cả những máy bay tiêm kích khác trên thế giới về tốc độ tối đa và tầm cao.

## Những thành quả sau này
Artem Mikoyan qua đời vào ngày 9 tháng 12-1970 sau một đợt ốm kéo dài. Độ tuổi 65 khi ông ra đi vẫn được coi là thời kỳ bùng nổ khả năng sáng tạo của tổng công trình sư này. Đáng ra, ông còn có thể đóng góp nhiều hơn nữa cho Hàng không Xôviết nếu như sống thêm được 5 hay 10 năm nữa. Dù sao, trong suốt thời gian cống hiến không mệt mỏi của mình, Mikoyan đã để lại cả một di sản khổng lồ. Ông đã tham gia trực tiếp trong việc chế tạo hơn 50 mẫu máy bay tiêm kích, tên lửa có cánh và máy bay thử nghiệm khác nhau. Trong lĩnh vực nghiên cứu khoa học, Mikoyan đã có những đóng góp lớn trong việc phát triển và chinh phục những vận tốc và độ cao lớn của máy bay, đồng thời với việc đảm bảo tốt khả năng điều khiển và tự động hóa.
Artem Mikoyan còn xây dựng được cả một trường đào tạo về thiết kế máy bay của riêng mình, góp phần xây dựng cả một đội ngũ kiến trúc sư hàng không có trình độ cao của Liên Xô. Sau khi Mikoyan mất, một tổng công trình sư khác là R. Beliakov đã kế tục rất thành công sự nghiệp của ông. Ngoài những phiên bản cải tiến của MiG-23 và MiG-25, tập thể các chuyên gia Hàng không Xôviết còn chế tạo ra máy bay tiêm kích - ném bom MiG-27, tiêm kích hạng nhẹ MiG-29 "Fulcrum", tiêm kích đánh chặn MiG-31. Hiện các học trò của Mikoyan đang tiếp tục nghiên cứu chế tạo loại máy huấn luyện hiện đại MiG-AT, máy bay tiêm kích đa chức năng MFI thế hệ thứ 5 và máy bay vận tải đa chức năng MiG-110.